# Wilhelm Grobben

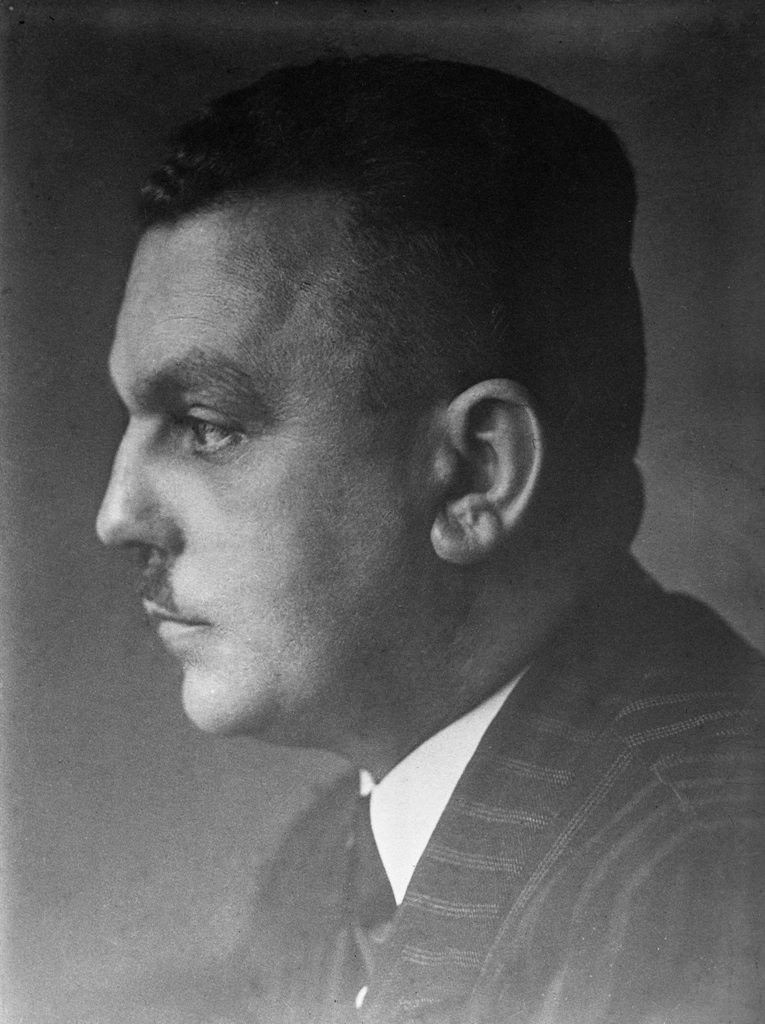
Wilhelm Grobben (um 1935)

Wilhelm Grobben (* 1. Oktober 1895 in Kempen; † 29. Oktober 1944 in Bad Wildungen) war ein deutscher Mundartdichter und aktiver Nationalsozialist.

## Leben
Nach dem Besuch der Volksschule und des Lehrerseminars in Kempen strebte Grobben den Beruf des Volksschullehrers an. Ab 1914 nahm er als Kriegsfreiwilliger am Ersten Weltkrieg teil und zog sich im letzten Kriegsjahr eine schwere Verwundung zu, die zu einer Beinamputation führte. Als Folge seiner Verletzung lag er, mit einer kurzen Unterbrechung einer Lehrertätigkeit 1919 in Sonsbeck, sechs Jahre in verschiedenen Lazaretten, bis er 1925 als Lehrer nach Kempen ging. 1928 wurde er Leiter der Kempener Hilfsschule und 1936 Rektor der dortigen städtischen Knabenvolksschule. 1932 wurde Grobben Mitglied beim Stahlhelm, zum 1. Mai 1933 trat er dann in die NSDAP ein (Mitgliedsnummer 3.476.050). In der Partei war er durchaus aktiv. Bei der Mitgliederversammlung der NSDAP-Ortsgruppe Kempen verbreitete sich Grobben 1934 „in längeren Ausführungen über die Ziele der NS-Kulturgemeinde“, ab 1935 ist er als NS-Kreiskulturwart nachzuweisen. 1937/1938 war er 20 Monate lang Ortsgruppenleiter der NSDAP in Kempen. 1944 starb Grobben im Alter von 49 Jahren während eines Kuraufenthaltes an einer Nierenentzündung in Bad Wildungen.

## Werk
Die Muße des langjährigen Lazarettaufenthalts hatte wohl in Wilhelm Grobben die Freude an der poetischen Gestaltung seiner Gedanken und Empfindungen über die Menschen seiner Vaterstadt, über ihre Vorzüge und Schwächen, über Liebesfreud und Liebesleid, über das niederrheinische Land, kurzum über all das, was es an Schauenswertem in seiner näheren Umgebung zu beobachten gab, geweckt. Seine Mundart-Lyrik ist in mehreren Gedichtbänden erschienen:
- Ru-ese, Fletten on Destele. Wefers, Kempen 1935.
- Ut Modder sin Järtche. Wefers, Kempen 1936.
- Ut Boosch on Bengt on Bongert. Gedichte in niederrheinischer Mundart. Wefers, Kempen 1937.
- En Stöckske Hert. Völkischer Verlag, Düsseldorf 1940 (Neuauflage: Wissink, Kempen 1954).
- Daudröppkes. Gedichte in niederrheinischer Mundart. Verein Linker Niederrhein Kempen e.V., Krefeld 1980.

Seine Lyrik fand auch Verbreitung durch den Rundfunk. Unter anderem wurden am 13. März 1938 im Sonderprogramm des Reichssenders Köln zum Heldengedenktag Kriegsgedichte von Wilhelm Grobben vorgetragen.
Min Kempe ist eines seiner bekanntesten Gedichte. Grobben hat aber auch neben den Versen in Mundart eine große Anzahl Gedichte in hochdeutscher Sprache verfasst, die aber ebenso wenig wie ein hochdeutsches Prosawerk veröffentlicht worden sind.

## Würdigungen
Schon zu Lebzeiten wurde Wilhelm Grobben insbesondere durch seine Teilnahmen am Mundartdichter-Wettstreit um den „Goldenen Spatz von Wuppertal“ über die Grenzen seiner engeren Heimat hinaus bekannt. Nachdem er – für den Gau Düsseldorf nominiert – bereits 1937 und 1938 bei dem Wettstreit als Vertreter des niederrheinischen Sprachraums den Sieg jeweils nur knapp verpasst hatte und er im Anschluss an die Veranstaltung von 1938 zum Vorsitzenden einer im Auftrag der Reichsschrifttumskammer gegründeten Arbeitsgemeinschaft der mundartlichen Dichter bestellt worden war, konnte er 1939 seinen größten Erfolg feiern. Bei dem mittlerweile unter der Schirmherrschaft von Reichsminister für Volksaufklärung und Propaganda Joseph Goebbels stehenden reichsweiten Mundartdichter-Wettstreit errang er den mit 2000 RM dotierten ersten Preis. Von dem Preisgeld stellte er 500 RM dem Landeskulturwalter zur Verfügung, um „notleidenden Schriftstellern und Künstlern zu helfen.“ An seinem zehnten Todestag war seiner noch mit einer großen Feierstunde im Kempener Kino gedacht worden, doch während der 1960er und 1970er Jahre mehrten sich kritische Stimmen wegen seiner politischen Tätigkeit während der NS-Zeit u. a. als Kreiskulturwart und Ortsgruppenleiter der NSDAP. Unabhängig von diesen seinen Aktivitäten stehen seine Verdienste um die Mundart-Arbeit außer Frage. 1964 hat die Stadt Kempen ob seiner Verdienste als Heimatdichter eine Straße nach ihm benannt und 1980 gab der Verein Linker Niederrhein, dessen Vorsitzender er von 1939 an gewesen war, zur Würdigung seines Schaffens ein Buch unter dem Titel Daudröppkes heraus, in dem viele seiner früheren Arbeiten zusammengefasst sind.
2019 scheiterte ein Antrag auf Umbenennung der Wilhelm-Grobben Straße in Kempen an den Stimmen von CDU und FDP.